# Северіян (Якимишин)
Северія́н Стефа́н Якими́шин (22 квітня 1930, Плейн-Лейк, Канада — 6 вересня 2021, Ванкувер, Канада) — єпископ-емерит Нью-Вестмінстерський Української греко-католицької церкви (правлячий архієрей Нью-Вестмінстерської єпархії з 1995 по 2007 рр.), василіянин.

## Біографія
Стефан Якимишин народився 22 квітня 1930 року в Плейн-Лейк, Альберта.
16 березня 1945 року вступив на новіціат Василіянського Чину Св. Йосафата в Мондері, Альберта, Канада. Вибрав монаше ім'я — Северіян. 21 листопада 1946 року склав перші чернечі обіти в Мандері, а довічні — 1 січня 1953 року в Римі.
У Римі 19 травня 1955 року на празник Вознесіння Господнього архієпископ Іван Бучко уділив диякону Северіяну ієрейські свячення.
У 1958 році захистив докторат з богослов'я у Григоріанському університеті.
Пасторальна праця: парох церкви Преображення Господнього в Мандері, Альберта (1958–1961); парох церкви святого Йоана Хрестителя в Борщеві та церкви Покрови Пресвятої Богородиці в Кракові, Альберта (1964–1969); сотрудник церкви святого Йоана Хрестителя в Оттаві і служив для спільнот українців греко-католиків в Кінгстоні та Смітфолсі, Онтаріо (1969–1976).
Служіння в Чині святого Василія Великого: помічник магістра новіціату та наставник у Василіянському вишкільному домі в Мандері (1958–1961); директор василіянського видавництва в Торонто та консультор Канадської провінції (1961–1964); відповідальний за покликання, наставник та магістр новіціяту у Василіянському вишкільному домі в Мондері (1964–1969); магістр новіціату в Оттаві (1969–1976); викладав у Університеті святого Павла (1971–1972); настоятель монастиря святого Йосафата в Оттаві (1973–1976); директор Літургійного товариства Святого Василія (1964–1976); директор видавництва Отців Василіян у Торонто та радник у Канадській провінції (1976–1979); головний економ, настоятель та економ вишкільного дому та Генеральної курії в Римі (1979–1995); Генеральний консультор (1982–1988 та 1992–1995); протягом перебування у Римі сім разів відвідував Україну, допомагаючи відновлювати та реконструювати василіянські монастирі.
Крім того, був духівником для новичок у Сестер Служебниць Непорочної Діви Марії в Анкастері, Онтаріо (1962–1964), керував духовними реколекціями для священників, монашества, семінаристів та вірних в Канаді, США, Бразилії, Австралії, Франції, Німеччині, Італії, Польщі та Україні. З доручення Апостольського престолу двічі відвідував спільноти українських греко-католиків в Англії.
5 січня 1995 року папа Римський Іван Павло II призначив Северіяна Якимишина правлячим єпископом Нью-Вестмінстерської єпархії для греко-католиків в Британській Колумбії, Юконі та Північно-Західних територіях. 25 березня 1995 року, на свято Благовіщення Пресвятої Богородиці, у Ванкувері, Канада, відбулася його хіротонія та інтронізація. Головним святителем був митрополит-емерит Вінніпезький Максим Германюк, ЧНІ, а співсвятителями — митрополит Вінніпезький Михаїл Бздель, ЧНІ, та єпископ Едмонтонський Мирон Дацюк, ЧСВВ.
1 червня 2007 року, згідно з кан. 210 Кодексу Канонів Східних Церков, папа Римський Бенедикт XVI прийняв зречення з уряду єпископа Северіяна Якимишина у зв'язку з віком. Його наступником на престолі Нью-Вестмінстерської єпархії став єпископ Кеннет Новаківський.
Помер 6 вересня 2021 року у Ванкувері. Похований на українському католицькому цвинтарі святих апостолів Петра і Павла в Мондері.